# Jewłasze (obwód brzeski)
Jewłasze (biał. Еўлашы, Jeułaszy; ros. Евлаши, Jewłaszy) – wieś na Białorusi, w obwodzie brzeskim, w rejonie janowskim, w sielsowiecie Brodnica, nad Filipówką i w pobliżu jej ujścia do Piny.

## Historia
W XIX i w początkach XX w. położone były w Rosji, w guberni mińskiej, w powiecie pińskim, w gminie Duboj. Były wówczas własnością Kurzenieckich. Liczyło wówczas 78 mieszkańców.
W dwudziestoleciu międzywojennym leżały w Polsce, w województwie poleskim, w powiecie pińskim, w gminie Brodnica. W 1921 wieś liczyła 298 mieszkańców, zamieszkałych w 57 budynkach. Wszyscy oni byli Białorusinami. 289 mieszkańców było wyznania prawosławnego i 9 mojżeszowego.
Po II wojnie światowej w granicach Związku Sowieckiego. Od 1991 w niepodległej Białorusi.